# Бойченко, Алексей Андреевич
Алексей Андреевич Бойченко (1928 год, с. Смаглеевка, Центрально-Чернозёмная область — дата и место смерти не известны, СССР) — колхозник, Герой Социалистического Труда (1948).

## Биография
Родился в 1928 году в селе Смаглеевка (ныне — Кантемировского района Воронежской области).
В 1940 году семья Алексея Бойченко переехала в село Холмогорка Гвардейского района Талды-Курганской области Казахской ССР. C 1944 года работал в сельскохозяйственной артели имени Сталина. В 1946 году его назначили звеньевым полеводческой бригады. Позднее был заместителем председателя правления колхоза. С 1963 года был секретарём партийного комитета колхоза имени Ленина.
В 1947 году полеводческая бригада, руководимая Алексеем Бойченко, собрала по 19 центнеров пшеницы с 60 гектаров посеянной площади и по 32,5 центнеров пшеницы с 12 гектаров, за что он был удостоен звания Героя Социалистического Труда.
Позднее окончил годичную школу председателей колхозов и работал заместителем председателя колхоза, с 1963 года – секретарём партийного комитета реорганизованного из колхоза в совхозе имени Ленина.
Последние годы жил в Самарской области.

## Награды
- Герой Социалистического Труда — Указом Президиума Верховного Совета от 28 марта 1948 года
- Орден Ленина (1948)

## Источник
- Герои Социалистического труда по полеводству Казахской ССР. — Алма-Ата, 1950. — 412 с.